# روسو خوسيه سيرانو
روسو خوسيه سيرانو (بالإسبانية: Rosso José Serrano)‏ هو ضابط شرطة ودبلوماسي كولومبي، ولد في 30 أغسطس 1942 في Vélez, Santander ‏ في كولومبيا.
إنجاز كبير و مساهمة في القبض على ميغيل رودريغيز
ساعد سيرانو في القبض على ميغيل رودريغيز و ساهم في انهاء كارتل كالي ايضاً مع مساعدة بعض العملاء الامريكيين ليكون أحد ضباط الشرطة النادرين الشرفاء في كلومبيا حينها .